# معركة البحيرات المرة
معركة البحيرات المرة هي إحدى معارك حملة عسكرية قام بها شيشنق الأول على فلسطين سنة 925 ق. م. وغزا فيها العديد من المدن ومنها القدس. دارت هذه المعركة في منطقة البحيرات المرة، الواقعة حالياً في مصر، وقد أنشئت عدة حصون في شرق مصر حماية الحدود الشرقية لمصر من غزوات الحيثيين، التي ورد ذكر إحداها على شاهدة شيشنق الأول بمعبد الكرنك.

## المعركة
بدأت المعركة نتيجة اقتحام البدو للحدود المصرية. ووفقاً لبعض المؤرخين فإن شيشنق اتخذ هذه الغزوات ذريعة لغزو فلسطين. ويشير بول آش إلى أن هذه الغارات البدوية شنها البدو المقيمون على سواحل البحيرات المرة، وبهدف النهب لا الاحتلال. وقد لحق الكاتب «حوري» بالملك بصحبة العجلات الحربية إلى أرض المعركة. ولا يعرف الكثير من تفاصيل المعركة، إلا أن الثابت أن شيشنق انتصر في المعركة بعد أن باغت أعداءه على شواطئ البحيرات المرة.

## السجلات الأثرية عن المعركة
فيما يلي ما ورد عن المعركة في شاهدة شيشنق الأول التي عثر عليها في الكرنك:
«وعندما وجدناهم (يعني الملك نفسه) يقتلون قادة الجيش، حزن جلالته عليهم، وتقدم بصحبة عجلاته الحربية دون أن يعرفوا (أي الأعداء) بذلك. وقد أعمل جلالته فيهم السيف عند شاطئ البحيرات المرة..».
وقد كان الكاتب حوري هو «الكاتب الملكي الحقيقي، الذي تبع الملك خلال غزوه للأراضي الأجنبية في» ريتنو«(فلسطين)».